# Jerry Heil
Jerry Heil, właśc. Jana Ołeksandriwna Szemajewa (ukr. Я́на Олекса́ндрівна Шема́єва, ur. 21 października 1995 w Wasylkowie) – ukraińska piosenkarka, autorka tekstów i youtuberka. Reprezentantka Ukrainy w 68. Konkursie Piosenki Eurowizji (2024).

## Życiorys
Urodziła się w Wasylkowie, jako córka przedstawicieli handlowych. Uczęszczała do Kijowskiego Państwowego Instytutu Muzycznego im. R.M. Gliera oraz do Ukraińskiej Narodowej Akademii Muzycznej.

## Kariera
W 2017 Heil podpisała swój pierwszy kontrakt nagraniowy z ukraińską wytwórnią Vidlik Records. 27 października 2017 wydała swój pierwszy mini-album De mij dim. W 2018 wzięła udział w ukraińskiej wersji programu X-Factor, ale finalnie odpadła na etapie boot campu. W tym samym roku wydała dwa single „Kawa” i „Postił”.
W 2019 wydała swój debiutancki album studyjny Ja, Jana. W styczniu 2020 ogłoszono, że Jerry weźmie udział w preselekcjach Vidbir do 65. Konkursu Piosenki Eurowizji z piosenką „Vegan”. Ostatecznie awansowała do finału i zajęła 6. miejsce.
W 2022 ponownie ubiegała się o reprezentowanie Ukrainy w przyszłorocznym, 67. Konkursie Piosenki Eurowizji z piosenką „When God Shut the Door”. Ostatecznie w preselekcjach Widbir zajęła 3. miejsce.
W 2024 występując w duecie wraz z Alyoną Alyoną znalazły się w finale Widbiru, tym razem wyłaniającego reprezentanta kraju na 68. Konkurs Piosenki Eurowizji, z piosenką „Teresa & Maria”. 4 lutego wygrały finał Widbiru uzyskując tym samym prawo do reprezentowania Ukrainy w konkursie. 7 maja wystąpiły w pierwszym półfinale i pomyślnie awansowały do finału. 11 maja duet wystąpił jako drugi w kolejności startowej i zajął 3. miejsce zdobywszy łącznie 453 punkty, w tym 146 pkt od jury (5. miejsce) i 307 pkt od widzów (3. miejsce). W maju 2025 podała wyniki głosowania ukraińskiego jury podczas 69. Konkursu Piosenki Eurowizji.

## Dyskografia

### Albumy
| Rok  | Dane dot. minialbumu                                                                           |
| ---- | ---------------------------------------------------------------------------------------------- |
| 2019 | Ja, Jana - Wydany: 4 października 2019 - Wytwórnia: Best Music - Format: digital download      |
| 2021 | Mandaryny i oleni - Wydany: 17 grudnia 2021 - Wytwórnia: Best Music - Format: digital download |

### Minialbumy
| Rok  | Dane dot. minialbumu                                                                             |
| ---- | ------------------------------------------------------------------------------------------------ |
| 2017 | De mij dim - Wydany: 27 października 2017 - Wytwórnia: Vidlik Records - Format: digital download |
| 2021 | Osobyste - Wydany: 9 kwietnia 2021 - Wytwórnia: Vidlik Records - Format: digital download        |
| 2022 | Dai Boh - Wydany: 9 kwietnia 2022 - Wytwórnia: Vidlik Records - Format: digital download         |
| 2024 | Maria - Wydany: 11 lipca 2024 - Wytwórnia: Nova Music - Format: digital download                 |

### Single
| Rok  | Tytuł                                        | Certyfikat         | Album      |
| ---- | -------------------------------------------- | ------------------ | ---------- |
| 2017 | „De mij dim”                                 |                    | De mij dim |
| 2017 | „Nebo”                                       |                    | De mij dim |
| 2018 | „Kawa”                                       |                    | –          |
| 2018 | „Postił”                                     |                    | –          |
| 2019 | „Ochrana, otmiena”                           |                    | Ja, Jana   |
| 2019 | „Natwerkaj”                                  |                    | Ja, Jana   |
| 2019 | „Wilna kasa”                                 |                    | Ja, Jana   |
| 2020 | „Vegan”                                      |                    | –          |
| 2022 | „Kozaćkomu rodu”                             |                    | –          |
| 2023 | „Bracia” (oraz Przyłu)                       |                    | –          |
| 2023 | „Try polosy”                                 |                    | –          |
| 2023 | „Shchedra nich”                              |                    | –          |
| 2023 | „Małanka”                                    |                    | –          |
| 2024 | „Teresa & Maria” (oraz Alyona Alyona)        | - POL: złota płyta | Maria      |
| 2024 | „Podolanoczka (Get Up)” (oraz Alyona Alyona) |                    | –          |
| 2024 | „Huby u Hubach” (oraz Wołodymyr Dantes)      |                    | –          |
| 2024 | „#AllEyesOnKids”                             |                    | –          |
| 2024 | „Wabi-sabi” (oraz Julija Sanina)             |                    | –          |